# Tête masculine à paralysie faciale
La tête masculine à paralysie faciale est un buste attribuée à Nicolas de Leyde ou son atelier figurant un homme aux traits tordus dans un rictus interprété comme un cas de paralysie faciale. Réalisé vers 1465, ce fragment est le seul reste d’un groupe sculpté plus important ayant peut-être représenté la scène du Christ aux outrages.

## Historique de la conservation
La tête a été découverte vers 1900 à proximité de l’église Saint-Thomas de Strasbourg. Elle entre dans les collections du musée de l’Œuvre Notre-Dame sous le numéro MOND 164 dès la création de celui-ci.

## Description
La tête est sculptée dans un grès à Voltzia provenant de la région strasbourgeoise, qui est de couleur rouge, bien qu’il paraisse gris en raison de salissures. Outre celles-ci, il présente de nombreuses cassures et manques, notamment au niveau du nez, du bonnet et de l’épaule droite. Le fragment ne mesure ainsi plus que 31 × 20,5 × 23,5 cm. En outre, l’usure de la surface de la pierre a effacé les détails les plus fins, notamment les traces de finition. En revanche, l’absence de traces de polychromie semble plutôt liée au fait que la statue n’a jamais été peinte. Des marques de pointe et de ciseau à l’arrière attestent toutefois de modifications postérieures à la réalisation.
Le fragment représente une tête d’homme, qui semble avoir été destinée à être vue de trois-quarts. Le visage est légèrement tourné vers la droite, mettant en évidence le rictus qui tord sa moitié gauche. De ce côté, la bouche est déformée et la peau de la joue et du cou plissée sous l’effet de cette crispation involontaire. Cette condition est identifié comme un cas de paralysie faciale idiopathique, dont la précision de la représentation laisse à penser que le sculpteur connaissait bien cette affection. Par opposition, la moitié droite du visage est lisse. Le soin du détail est poussé : les dents sont ainsi visibles, ainsi que les veines au niveau de la tempe. Il y a toutefois une différence sensible de qualité de traitement entre les zones destinées à être visibles et celles ne l’étant pas. Cette différence est particulièrement visible entre l’oreille gauche, très détaillée, et l’oreille droite, traité de manière assez grossière.
L’homme est coiffé d’un bonnet de laine ou de feutre dont la texture est réalisée à la pointe ou au ciseau brettelé et d’où sortent de grosses mèches de cheveux retombant sur la nuque. Il porte une chemise à col.

## Analyse
Cette tête présente des similitudes notables avec des œuvres de Nicolas de Leyde et de son atelier. Le traitement des rides autour des yeux est ainsi proche de celui de la tête de prophète provenant du portail de la chancellerie de Strasbourg. Un certain nombre de détails permettent toutefois de douter qu’elle a été réalisée par l’artiste lui-même : les rides ont été taillées avec un ciseau plus épais que celui qu’utilise généralement Nicolas de Leyde et surtout ce dernier n’a pas pour habitude de traiter de manière moins qualitative les parties peu visibles. Cette tête pourrait donc avoir été plutôt réalisées par un membre de son atelier.
La tête n’est vraisemblablement qu’un petit fragment d’une œuvre bien plus grande. L’hypothèse a été émise qu’il pourrait s’agir de la tête du mendiant de la Charité de saint Martin du Deutsches Museum de Berlin, détruite pendant la Seconde Guerre mondiale, mais les dimensions ne correspondent pas et l’expression faciale peu compatible avec une telle scène. Les contempteurs de Jésus représentés dans les scènes du Christ aux outrages arborent en revanche plus régulièrement ce type d’expression grimaçante, qui symbolise le vice et l’ignorance.